# Tulciîn
Tulciîn (în ucraineană Тульчин, în poloneză Tulczyn) este orașul raional de reședință al raionului Tulciîn din regiunea Vinnița, Ucraina. În afara localității principale, nu cuprinde și alte sate.

## Istoric
Uniunea statală polono-lituaniană 1569–1672

 Imperiul Otoman 1672–1699

 Uniunea statală polono-lituaniană 1699–1793

 Imperiul Rus 1793–1917

 RSS Ucraineană 1920–1922

 Uniunea Sovietică 1922–1941

 Regatul României (Transnistria) 1941–1944

 Uniunea Sovietică 1944–1991

 Ucraina 1991–prezent 
Între anii 1941 și 1944, orașul Tulcin a fost sediul județului (relativ efemer) omonim, Tulcin.

## Demografie
Componența lingvistică a orașului Tulciîn
     Ucraineană (94,01%)
     Rusă (5,43%)
     Alte limbi (0,36%)
Conform recensământului din 2001, majoritatea populației orașului Tulciîn era vorbitoare de ucraineană (94,01%), existând în minoritate și vorbitori de rusă (5,43%).

## Galerie de imagini

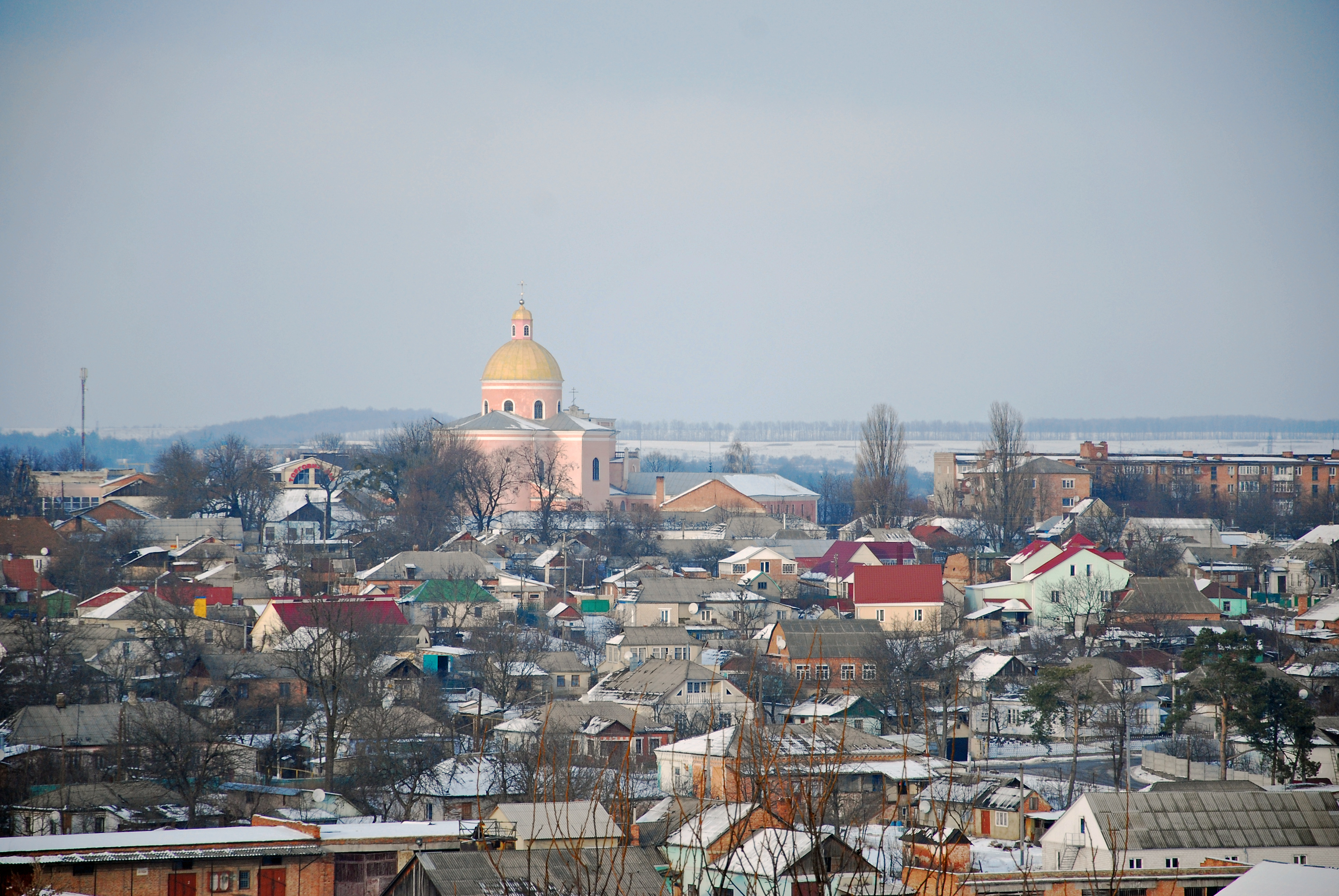
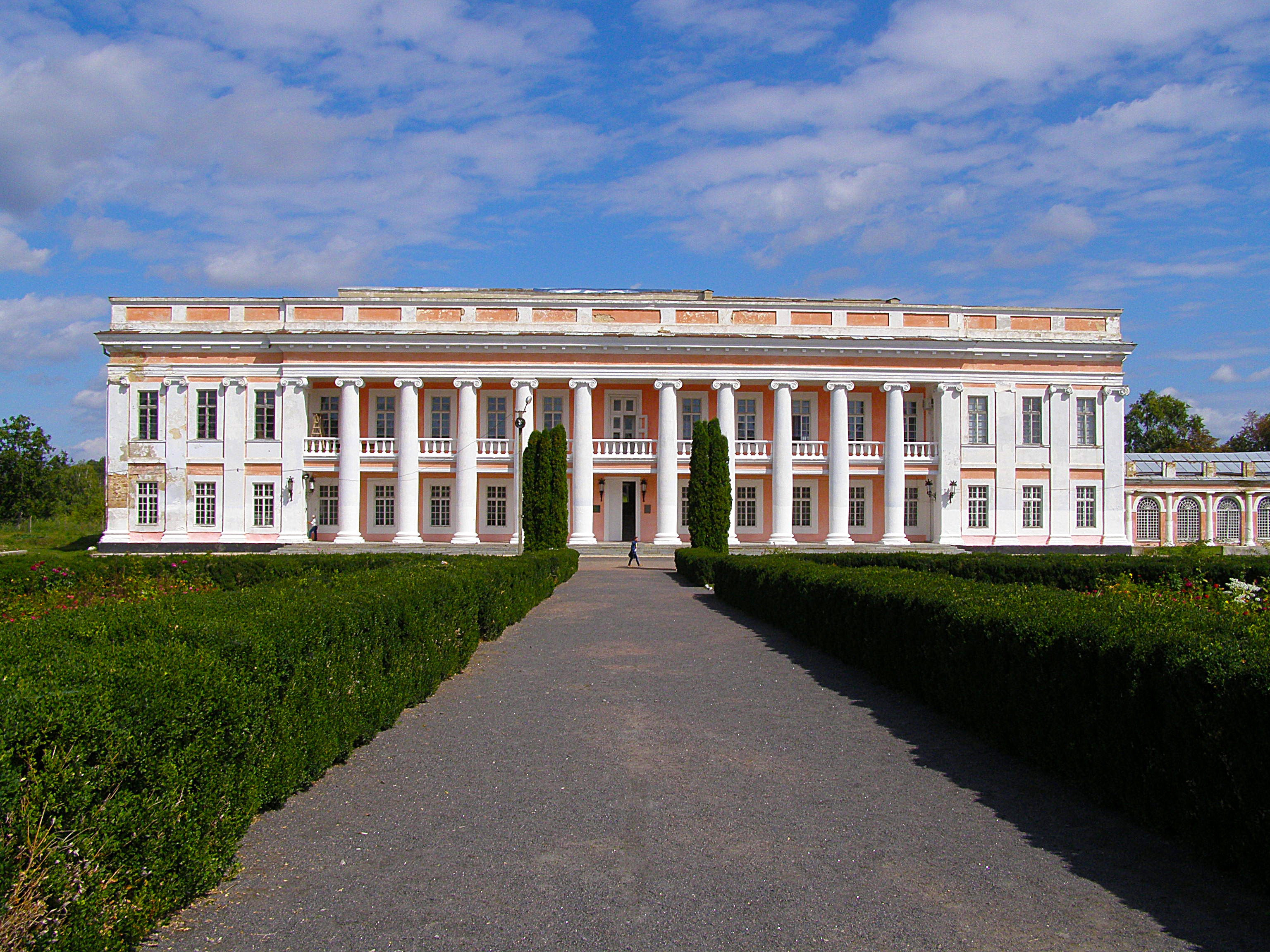
Palatul Potocki
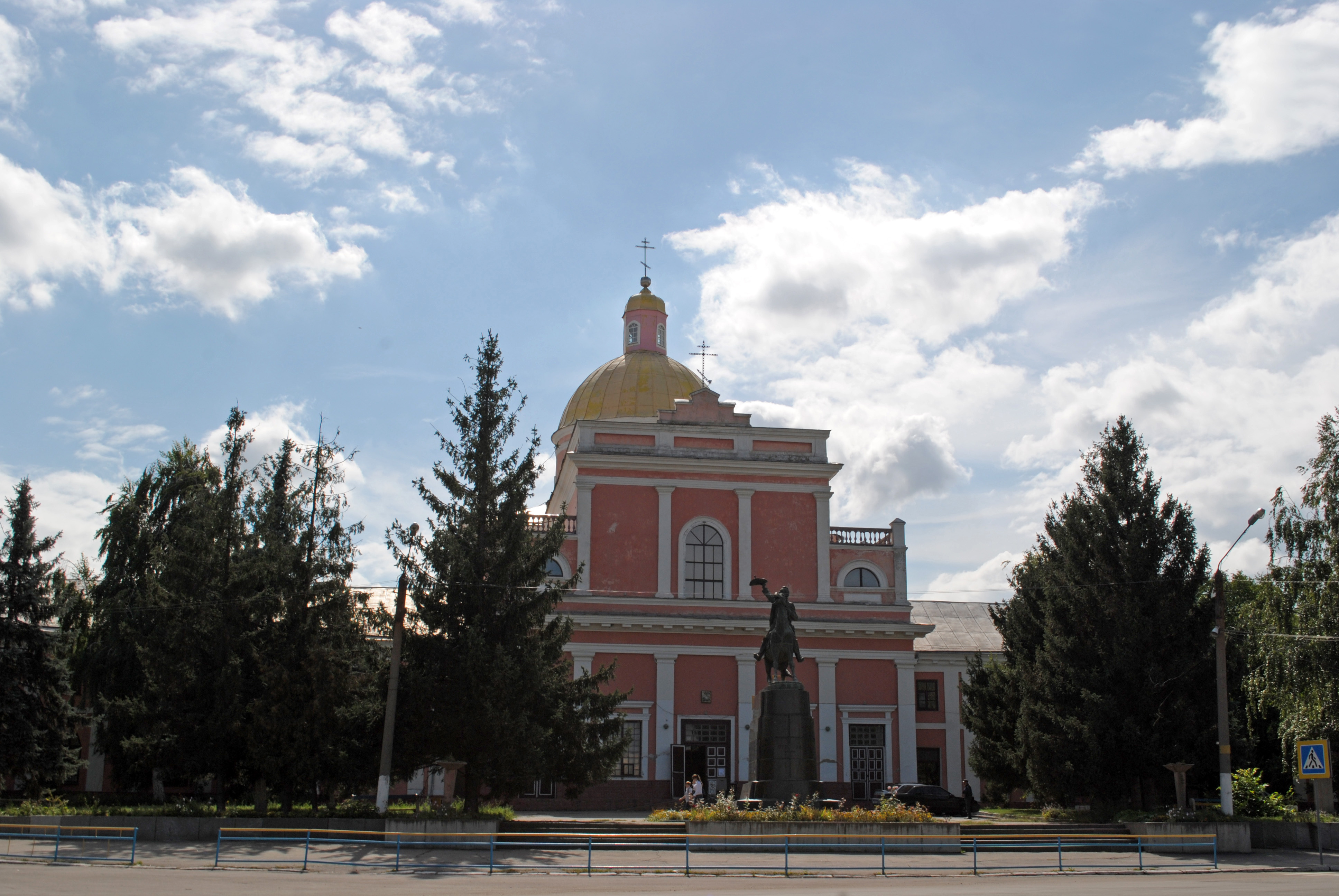
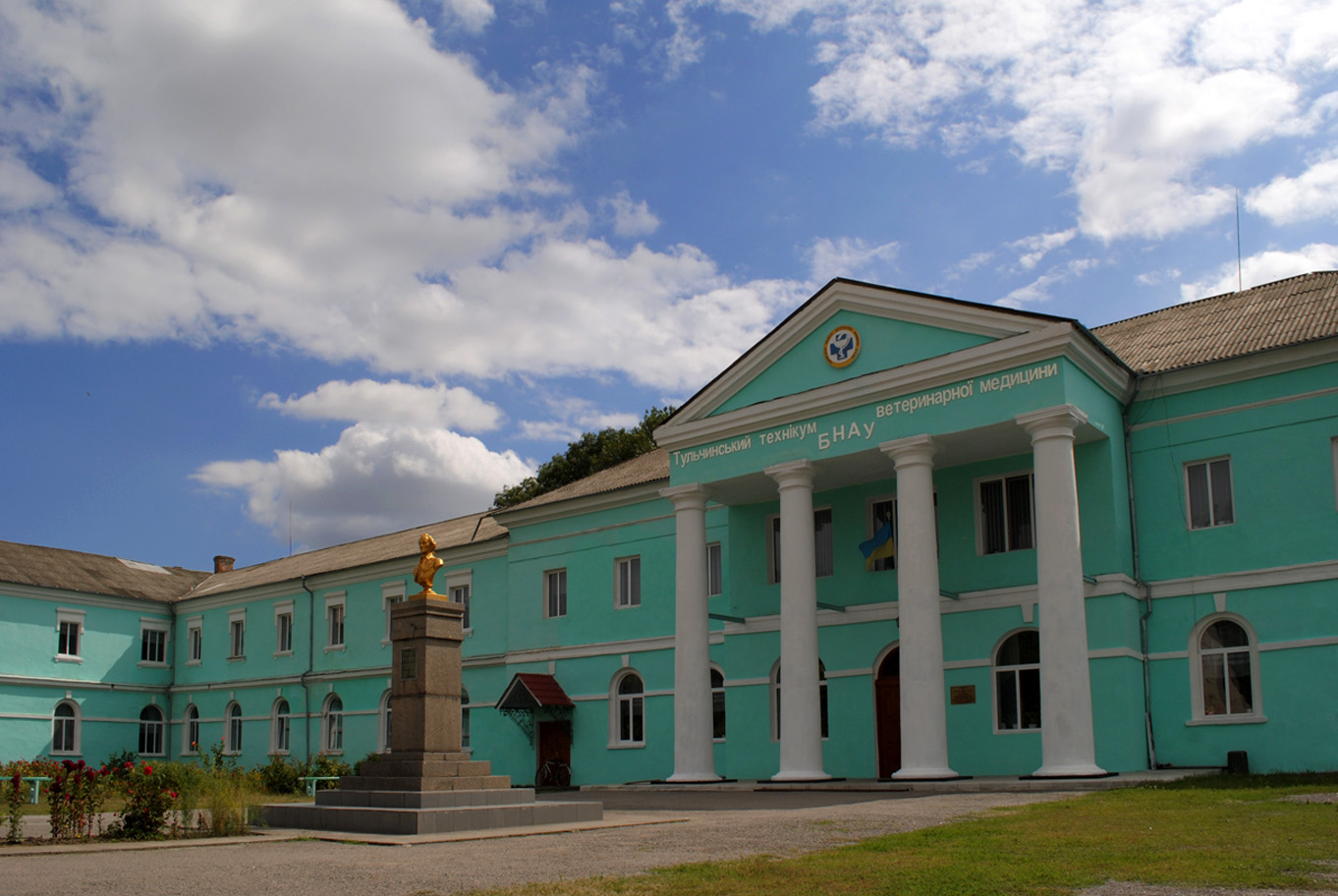
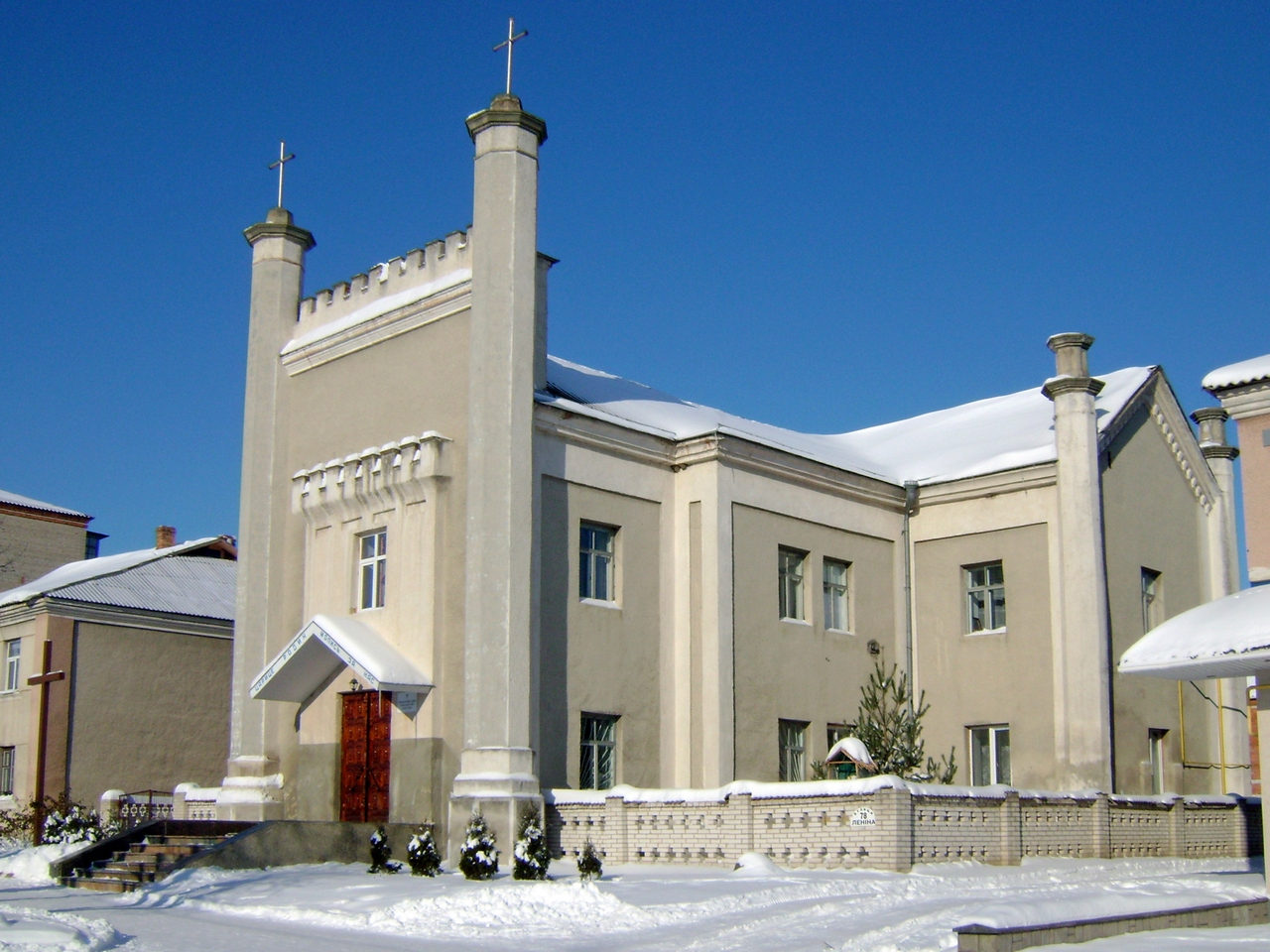

## Vedeți și
- Lista orașelor din România Mare
- Lista orașelor din Transnistria (1941-1944)
- Lista orașelor din Ucraina